# Parafia Ducha Świętego w Wodzisławiu Śląskim
Parafia Ducha Świętego – parafia rzymskokatolicka znajdująca się w Wodzisławiu Śląskim w dzielnicy Stare Miasto. 

## Historia
Została erygowana 19 października 1998 roku jako parafia tymczasowa. Budowę kościoła rozpoczął ks. Ireneusz Tosta, który do 2001 roku był tu proboszczem. Obecnie proboszczem parafii jest ks. Grzegorz Uszok. 24 grudnia 2003 r. odprawiono pierwszą mszę św. – pasterkę w surowych jeszcze murach nowego kościoła.

### Proboszczowie
- ks. Ireneusz Tosta (1998-2001)
- ks. Grzegorz Uszok (2001-2003)

## Grupy parafialne
Na terenie parafii działa kilka grup parafialnych:
- Bractwo górnicze,
- Ministranci,
- Oaza rodzin,
- Rada gospodarcza,
- Rodziny Szensztackie,
- Żywy różaniec,
- Duchowa Adopcja Dziecka Poczętego,
- Rada Duszpasterska.